# Dioniso nelle arti

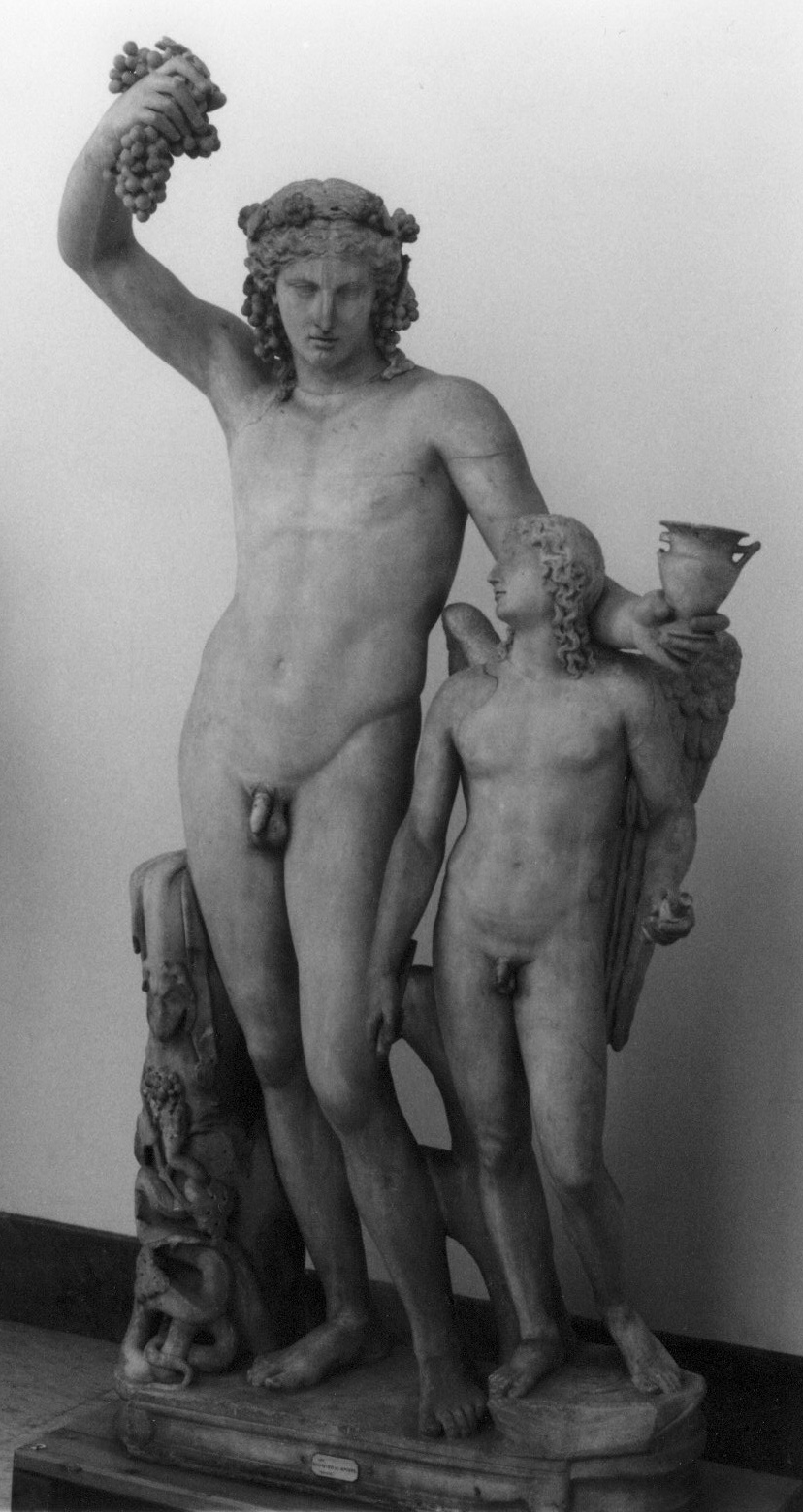
Dioniso e Eros, conservato al museo archeologico di Napoli.

La figura di Dioniso nelle arti ha avuto una particolare rilevanza e considerazione sia in epoca classica ed ellenistica sia nell'era moderna dal rinascimento in poi, esprimendosi in molteplici forme, dalla scultura alla pittura al pensiero astratto-filosofico alla musica ed al teatro.

## In età classica

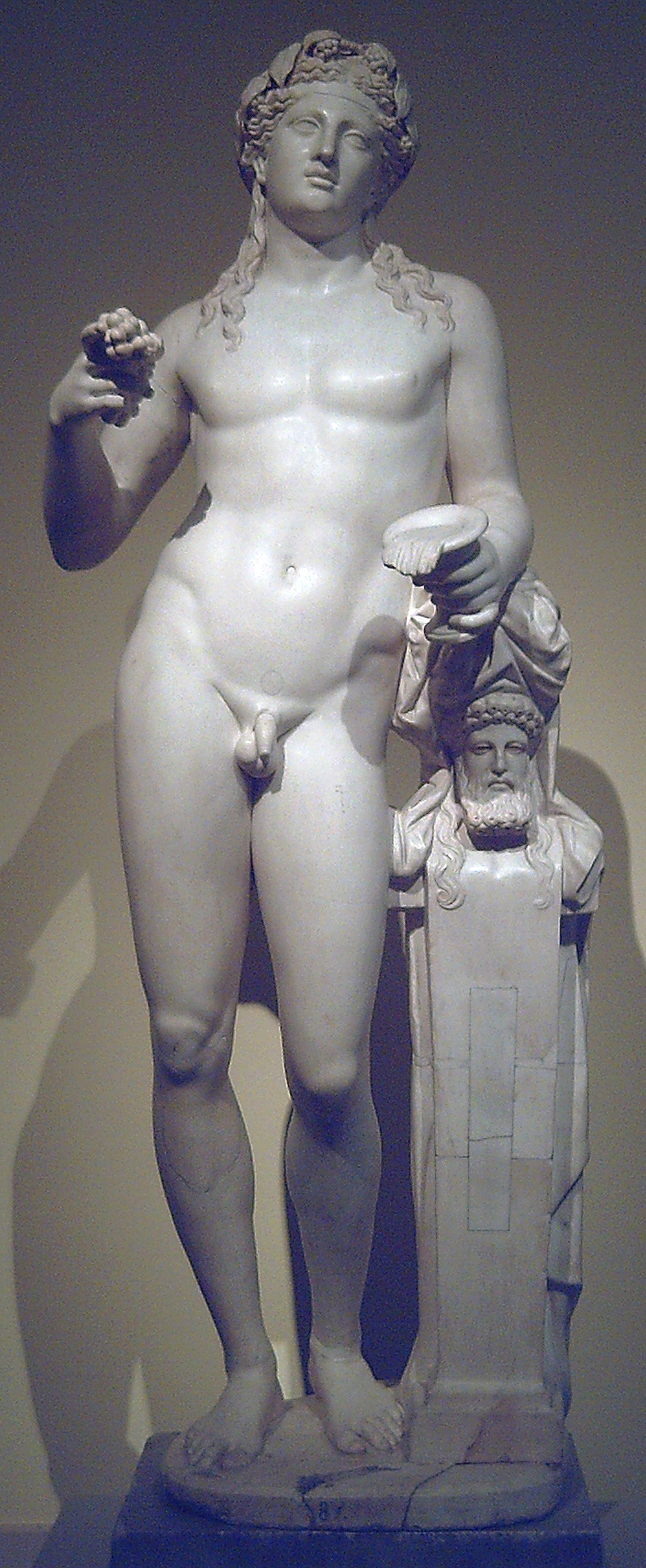
Dioniso che riposa su un'erma del "tipo Madrid-Varese", copia romana del 150 d.C. basata su un originale greco. Conservata al Museo del Prado.

Il dio Dioniso è apparso su molti crateri e in altri contenitori per il vino utilizzati nell'Antica Grecia. La sua iconografia è diventata col tempo, soprattutto durante il periodo ellenistico, più raffinata e complessa, immersa tra uno stile severo arcaicizzante alla tipologia del neoatticismo come accade con il "Dioniso Sardanapalo" per finire alle tipologie che lo ritraggono come un giovane indolente e androgino spesso mostrato in stato di nudo eroico.
La Coppa di Licurgo risalente al IV secolo è una coppa diatreta che cambia colore quando la luce passa attraverso il vetro; mostra il re mitologico di Tracia, Licurgo, mentre viene schernito dal dio e attaccato da un satiro.
Elizabeth Kessler ha teorizzato che un mosaico che appare sul triclinium nel piano rialzato interno della "Casa di Aion" a Pafo possa raffigurare i dettagli di un culto monoteista di Dioniso. Nel mosaico sembrano esser presenti anche altre divinità, ma possono essere solo rappresentazioni minori che attorniano la figura centrale di Dioniso, la quale si impone sopra tutti.
L'antico tragediografo greco Euripide gli dedica Le Baccanti

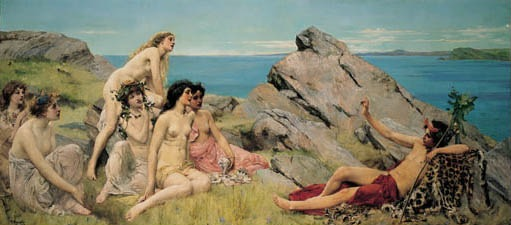
"Bacco assieme al coro delle ninfe" (1888), di John Reinhard Weguelin.

## Prospettive moderne
Il Rinascimento non solo ha giocato un ruolo enorme nel campo dell'arte, ma ha anche fatto rivivere gli ideali e i temi romani e greci nell'arte visiva riguardante la figura di Bacco.
Bacco, che in quanto personificazione del vino una volta simboleggiava la resurrezione nel cristianesimo, è risorto se stesso divenendo ancora una volta un argomento appropriato per l'ispirazione e la creazione più eminentemente artistica. La mano di Michelangelo Buonarroti, che era stato assoldato dal cardinale Raffaele Riario per produrre una statua di Bacco da installare all'interno del suo palazzo durante la prima epoca rinascimentale, ha completato la riabilitazione dell'antico dio del vino.
Il mito concernente l'esistenza travagliata del dio ha ispirato innumerevoli artisti, tra cui: 
- Tiziano con Bacco e Arianna
- Cima da Conegliano con le Nozze di Bacco e Arianna
- Piero di Cosimo con la Scoperta del miele
- Giovanni Bellini con Bacco fanciullo
- Rosso Fiorentino con Bacco, Venere e Amore
- Michelangelo Merisi da Caravaggio, con il Bacchino malato e anche con Bacco
- Diego Velázquez con il Trionfo di Bacco

Ma anche Allart van Everdingen, Benvenuto Tisi da Garofalo, Sebastiano Ricci, Guido Reni, Rembrandt, Peter Paul Rubens si sono cimentati nello stesso tema. Uscita dalla bottega di Leonardo da Vinci è anche la tela del Bacco databile 1511-15.
In musica si può citare l'Opera intitolata "Bacco" di Jules Massenet
Ma Dioniso è rimasto fonte di ispirazione per artisti, filosofi e scrittori durante tutta l'epoca moderna. Ne La nascita della tragedia (1872), il filosofo tedesco Friedrich Nietzsche contrappone Dioniso con il fratello dio solare e della luce Apollo, come simbolo della sfrenatezza fondamentale degli istinti di base nonché "principio estetico" della potenza della musica e dell'ebbrezza artistica rispetto al principio della forma, della bellezza e della vista che viene ben rappresentato dal principio apollineo.
Nietzsche ha inoltre affermato che le più antiche forme di tragedia greca sono state interamente basate sulla sofferenza della vita, morte e resurrezione di Dioniso. Nietzsche ha continuato a contemplare il carattere di Dioniso per tutto il periodo della propria riflessione filosofica, rivisitandolo nelle pagine finali della sua opera del 1886 intitolata Al di là del bene e del male . Questo Dioniso riconcepito in forma nietzschiana è stato richiamato come incarnazione della volontà di potenza, uno dei concetti centrali della filosofia di Nietzsche e su cui si sofferma in particolare negli ultimi lavori: Il crepuscolo degli idoli, L'Anticristo e Ecce Homo.
Il Semperoper è dedicato al dio: sulla esedra della facciata principale lo si vede condurre con sé Arianna in groppa ad una quadriga di pantere. La grande statua in bronzo è opera di Johannes Schilling.
Dioniso, che era stato il personaggio principale della commedia di Aristofane Le rane, viene successivamente riproposto in una versione moderna in forma di musical su libretto di Burt Shevelove e musica di Stephen Sondheim  ("Il tempo è il presente. Il luogo è antica Grecia. ..." ), scritto nel 1941 ma portato in scena solo nel 1974. Nell'opera, Dioniso e il suo schiavo Xanthius si avventurano nell'Ade per portare un famoso scrittore indietro dalla morte, con la speranza che la presenza dello scrittore nel mondo risolverà tutta la natura dei problemi terreni. Nel lavoro aristofanesco Aristofane invece Euripide compete contro Eschilo su chi sia stato il miglior tragediografo e quindi anche il più degno di essere recuperato dagli inferi; nella versione di Sondheim e Shevelove è invece George Bernard Shaw ad affrontare William Shakespeare.

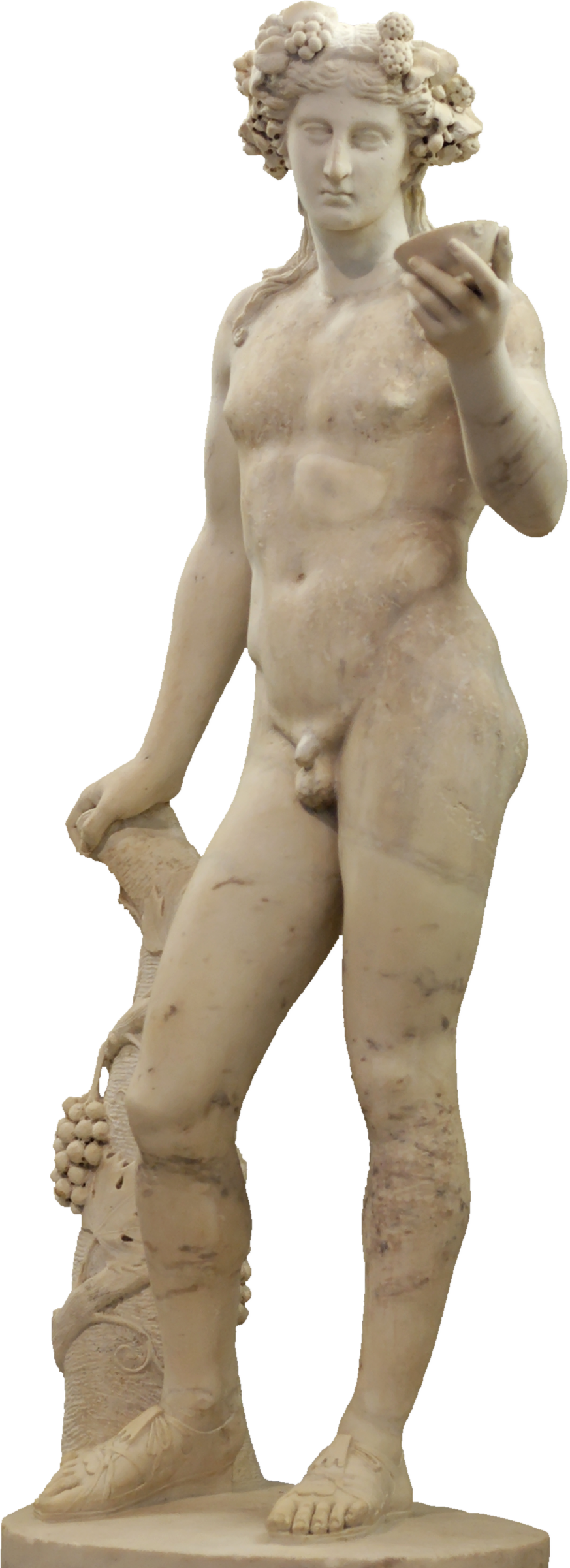
Il "Dioniso Richelieu" risalente al II secolo, con restauri del XVII secolo Conservato al Museo del Louvre.

### Altre interpretazioni
Johann Jakob Bachofen vede Dioniso come un dio del momento "eterico" del mondo, vigente prima cioè dell'introduzione delle strutture di potere e del matrimonio; egli scrive nel suo monumentale saggio Il matriarcato che ciò corrisponde ai Pelasgi pre-ellenici di cultura ancora matriarcale. Dopo il trionfo del patriarcato la religione pelasgica continuò a sopravvivere nei culti misterici.
Walter Friedrich Otto lo ha visto come l'incarnazione dell'esperienza che ruota attorno alle "vibrazioni del parto", mostrando tutta la paura e l'intima natura che circonda la ferocia della follia dionisiaca.
Károly Kerényi, uno studioso ungherese di filologia classica e uno dei fondatori degli studi moderni di mitologia greca, ha caratterizzato Dioniso come il rappresentante della forza vitale psicologica (Zoé). Anche altri studiosi propongono interpretazioni psicologiche di Dioniso, ponendone in primo piano l'emotività e concentrandosi sulla gioia, la paura o l'isteria associati al dio.
Il poeta, drammaturgo e filosofo russo Vjačeslav Ivanovič Ivanov ha elaborato una sua teoria del dionisismo, che ripercorre le radici dell'arte letteraria in generale e l'arte della tragedia in particolare, agli antichi misteri dionisiaci. Le sue opinioni sono state espresse nei trattati "La religione ellenica del Dio soffernte" (1904), e "Dioniso e il precoce dionisismo" (1921).
Ispirati da James Frazer, alcuni hanno etichettato Dioniso come una divinità di vita-morte-rinascita; il già citato mitografo Karl Kerényi ha dedicato molta energia e studi lungo tutta la sua carriera accademica sopra la figura di Dioniso, riassumendo poi il suo pensiero in "Dioniso: l'archetipo della vita indistruttibile" (1976).